# Chowragallu, Arkalgud
Chowragallu là một làng thuộc tehsil Arkalgud, huyện Hassan, bang Karnataka, Ấn Độ.